# Rocío Barros
Rocío Barros (* 4. Februar 1988) ist eine argentinische Handballspielerin, die auch in der Disziplin Beachhandball erfolgreich war. Sie war über mehrere Jahre Mitglied der argentinischen Nationalmannschaft.
Barros ist Webdesignerin und arbeitet im Online-Marketing.

## Hallenhandball
Die zentrale Rückraumspielerin Barros spielte für Sag Villa Ballester in der obersten argentinischen Liga. 2016 wechselte sie gemeinsam mit Celese Meccia und Sofía Belardinelli zum italienischen Erstligisten (Serie A1) GS Ariosto Pallamano Ferrara. Mit dem Verein spielte sie im EHF Challenge Cup der Frauen 2016/17, schied aber schon in der zweiten Runde gegen DHB Rotweiss Thun aus.

## Beachhandball
Nach einem ersten Versuch bei den ersten Pan-Amerikanische Meisterschaften 2004 dauerte es bis 2008, dass Argentinien mit Nachdruck am Aufbau einer Beachhandball-Nationalmannschaft arbeitete. Zur ersten Generation dieser Spielerinnen gehörte auch Barros, die wie die späteren langjährigen Stützen der Nationalmannschaft, Ivana Eliges, Florencia Ibarra und Celeste Meccia, zu einem ersten Turnier mit internationaler Beteiligung nach Rawson eingeladen wurde. Für die anschließenden Pan-Amerika-Meisterschaften wurde sie allerdings nicht berufen.
Es dauerte bis 2015, dass Barros wieder Teil der Nationalmannschaft wurde und mit dieser beim Anden-Cup startete. Danach stand sie 2016 erstmals im Rahmen der Panamerika-Meisterschaften bei einer internationalen Meisterschaft im Kader. Erstmals konnte Argentinien das Finale dieses Wettbewerbs erreichen, scheiterte hier aber Brasilien, der vorherrschenden Beachhandball-Macht auf dem amerikanischen Doppelkontinent und einer der stärksten Mannschaften der Welt. Dennoch konnte zum zweiten Mal die Teilnahme an einer Weltmeisterschaft der Argentinierinnen erreicht werden. In Budapest konnten sie das Turnier weitaus besser als beim ersten Mal gestalten und belegten am Ende Rang sieben. Zudem gelang über die Kontinentalmeisterschaft die Qualifikation für die World Games 2017 in Breslau. In Polen konnte Barros mit ihren Argentinierinnen den bis dahin größten Erfolg für ihr Land im Handball überhaupt erreichen. Nach einer eher schwachen Vorrunde mit nur einem Sieg über Tunesien und zwei Niederlagen gegen Norwegen und Spanien konnte Argentinien mit zwei Siegen im Shootout über Australien und Norwegen das Finale gegen den Erzrivalen aus Brasilien erreichen, das aber klar verloren wurde. Die Silbermedaille war dennoch ein immenser Erfolg.
2018 brachte die letztmalige Austragung der Panamerika-Meisterschaften. Für einen Teil der langjährigen Nationalspielerinnen, Barros eingeschlossen, sollte es das letzte Turnier werden, Argentinien befand sich in einer Umbruchphase. Dementsprechend schwach verlief das Turnier, bei dem nur ein fünfter Rang belegt wurde. Dennoch war das Jahr für Argentinien durch den Gewinn einer ersten Beachhandball-Goldmedaille auf Weltebene bei den Olympischen Jugendspielen in Buenos Aires ein voller Erfolg. In das Ziel Gold wurde in den Jahren zuvor viel Energie gesteckt, das sich in den folgenden Jahren auch in der A-Nationalmannschaft bemerkbar machen sollte.
Mit ihrem Beachhandball-Verein gewann Barros gemeinsam mit Samanta Brizuela, Agustina Mirotta, Jésica Presas, Ivana Eliges, Florencia Ibarra, Luciana Scordamaglia und Florencia Bericio den Titel in der Liga Metropolitana de beach handball, der Meisterschaft der Region Buenos Aires.

## Erfolge
| World Games - 2017: 2. Weltmeisterschaften - 2016: 7. | Pan-Amerikanische Meisterschaften - 2016: 2. Andencup - 2015: 3. (Team B) Liga Metropolitana de beach handball - 2021: 1. |